# Телевизионна кула в Талин
Телевизионната кула в Талин (на естонски: Tallinna teletorn) е най-високото съоръжение в Естония със своята височина от 314 м.
Построена е във връзка с Олимпийските игри в Москва през 1980 г. като средство за подобряване на телекомуникационните услуги и улесняване на наблюдението на регатата, проведена наблизо.
Началото на строителството е поставено през 1975 г., а официално е открита на 11 юли 1980 г. На височина от 175 метра е инсталирана платформа за наблюдение.

## Хроника
- 30 септември 1975 г. – поставено е началото на полагането на основите. В самото строителство участие вземат 32 строителни компании.
- май 1977 г. – изграден е армираният бетонен „гръбнак“, състоящ се от 17 500 тона бетон и 330 километра армировка.
- 13 юни 1978 г. – достигната е планираната височина от 314 метра.
- 30 октомври 1978 г. – поставена е горната решетъчна конструкция с обща тежест от 120 тона, намираща се на 170 метра над повърхността.
- 20 декември 1979 г. – изпратен е първият радиосигнал от кулата.
- 11 юли 1980 г. – кулата е официално открита.
- 20 август 1991 г. – съветски въоръжени сили правят опит да превземат телевизионната кула. Естонци от цялата страна протестират. Група защитници дори се барикадират на върха на съоръжението, докато същата вечер естонският Върховен съд не известява официално, че Естония вече не е част от СССР, а е независима държава. По този начин съоръжението се превръща в символ на възвръщането на естонската независимост.
- 26 ноември 1997 г. – платформата за наблюдения е затворена за посещения заради ненадеждна пожарна безопасност.
- 5 април 2012 г. – платформата за наблюдения отново е отворена за посещения след пълна реконструкция.

## Данни
- Максимална височина – 314 м
- Височина на платформата за наблюдения – 170 м
- Надморска височина в основата – 24 м
- Обща тежест – 20 000 тона, от които 17500 тона бетон
- Дълбочина на основите – 8,5 м
- Допустимо отклонение на върха при вятър – 1,5 м
- Между 13-ия и 18-ия етаж кулата е куха отвътре (с изключение на асансьорните шахти и аварийните стълбища)
- Архитект на съоръжението е Давид Басиладзе